# Golden State Warriors 1981-1982
La stagione 1981-82 dei Golden State Warriors fu la 33ª nella NBA per la franchigia.
I Golden State Warriors arrivarono quarti nella Pacific Division della Western Conference con un record di 45-37, non qualificandosi per i play-off.

## Risultati
| Squadra                | V  | P  | %    | GB |
| ---------------------- | -- | -- | ---- | -- |
| Los Angeles Lakers     | 57 | 25 | 69,5 | -  |
| Seattle SuperSonics    | 52 | 30 | 63,4 | 5  |
| Phoenix Suns           | 46 | 36 | 56,1 | 11 |
| Golden State Warriors  | 45 | 37 | 54,9 | 12 |
| Portland Trail Blazers | 42 | 40 | 51,2 | 15 |
| San Diego Clippers     | 17 | 65 | 20,7 | 40 |

## Roster
| N° | Naz.                   | Ruolo | Sportivo          | Anno | Alt. | Peso \|\| |
| -- | ---------------------- | ----- | ----------------- | ---- | ---- | --------- |
| 2  | Stati Uniti (bandiera) | C     | Joe Barry Carroll | 1958 | 213  | 102       |
| 10 | Stati Uniti (bandiera) | G     | Joe Hassett       | 1955 | 196  | 82        |
| 12 | Stati Uniti (bandiera) | G     | Mike Gale         | 1950 | 193  | 84        |
| 13 | Stati Uniti (bandiera) | AC    | Larry Smith       | 1958 | 203  | 98        |
| 18 | Stati Uniti (bandiera) | G     | Lorenzo Romar     | 1958 | 185  | 79        |
| 21 | Stati Uniti (bandiera) | G     | World B. Free     | 1957 | 188  | 84        |
| 22 | Stati Uniti (bandiera) | GA    | Sonny Parker      | 1955 | 198  | 91        |
| 23 | Stati Uniti (bandiera) | AC    | Rickey Brown      | 1958 | 208  | 98        |
| 30 | Stati Uniti (bandiera) | A     | Bernard King      | 1956 | 201  | 93        |
| 32 | Stati Uniti (bandiera) | GA    | Lewis Lloyd       | 1959 | 198  | 93        |
| 33 | Stati Uniti (bandiera) | A     | Sam Williams      | 1959 | 203  | 95        |
| 44 | Stati Uniti (bandiera) | AC    | Hank McDowell     | 1959 | 206  | 98        |
| 45 | Stati Uniti (bandiera) | GA    | Purvis Short      | 1957 | 201  | 95        |

## Staff tecnico
- Allenatore: Al Attles
- Vice-allenatore: Johnny Bach
- Preparatore atletico: Dick D'Oliva